# Köçek
El köçek (plural köçekler, en turco) era típicamente un joven muy guapo, rakkas, o bailarín, que normalmente travestido en atuendo femenino, era empleado como artista.

## Raíces
La palabra turca deriva de la palabra persa kuchak, que significa "poco", "pequeño", o "joven", que es en sí misma la pronunciación persa de la palabra turca küçük, "poco". En la lengua tártara de Crimea, la palabra köçek significa "cría de camello".
La cultura köçek, la cual floreció del siglo XVII al XIX, tuvo su origen en las costumbres de los palacios otomanos, y en particular en sus harenes. Sus géneros enriquecieron tanto la música como el baile otomanos.
El apoyo de los sultanes fue un factor clave en su desarrollo, ya que las etapas iniciales del arte estuvieron limitadas a los círculos de palacio. Desde allí la práctica se dispersó por todo el Imperio por medio de compañías independientes.

## Cultura

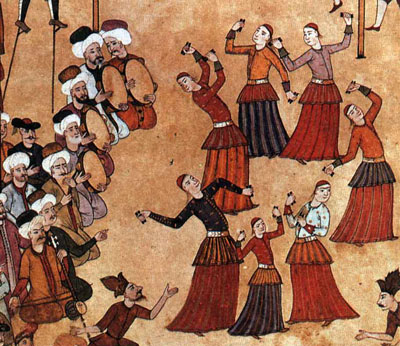
"Un grupo Köçek en una feria" en la celebración de la circuncisión del hijo del sultan Ahmed en 1720. Miniatura del Surnameh-i Vehbi, Palacio de Topkapi, Estambul.

Un köçek empezaba a entrenar alrededor de los siete u ocho años y se consideraba realizado después de aproximadamente seis años de estudio y práctica. La carrera de un bailarín duraría mientras fuera barbilampiño y mantuviera el aspecto juvenil.
Eran reclutados de entre las filas de las naciones vasallas no musulmanas del imperio, como judíos, gitanos, griegos, albaneses, armenios y otros. Los bailes, en conjunto conocidos como köçek oyunu, mezclaban elementos árabes, griegos, asirios y kurdos (danza Karsilamas y danza Kaşık Havası). Interpretaban un género particular de música conocida como köçekçe, la cual se desarrollaba en forma de suites sobre una melodía dada. También fue una mezcla de influencias sufíes, balcánicas y clásicas anatolias, algunas de las cuales aun hoy sobreviven en la música turca popular. El acompañamiento incluía varios instrumentos de percusión, como el davul-köçek, siendo el davul un tambor grande, con un lado cubierto con piel de cabra y el otro con piel de oveja, produciendo tonos diferentes. La habilidad de un köçek sería juzgada no sólo en sus capacidades de danza sino también en su eficiencia con instrumentos de percusión, especialmente un tipo de castañuelas conocida como çarpare. Los bailarines iban acompañados por una orquesta, presentando cuatro a cinco intérpretes de kaba kemençe y laouto como instrumentos principales, utilizados exclusivamente para las suites köçek. Había también dos cantantes. Un baile köçek en el serrallo otomano (harén de palacio) implicaba de una a dos docenas de köçeks y muchos músicos. Las ocasiones para sus actuaciones eran bodas o celebraciones de circuncisión, banquetes y festividades, así como por el simple placer del sultán y la aristocracia.

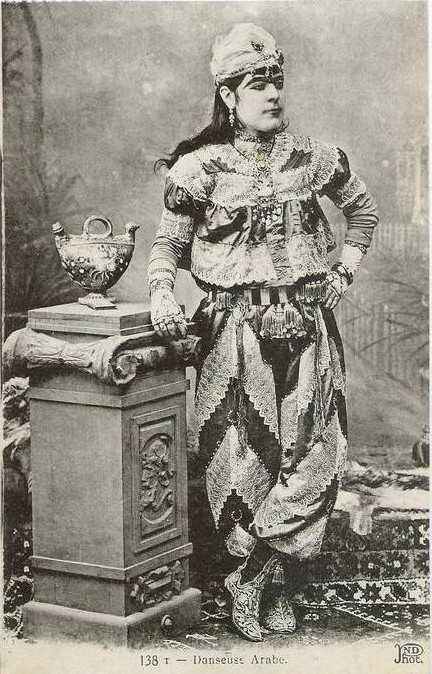
Postal con la fotografía de un köçek posando en traje de baile, finales del.

Los jóvenes, a menudo muy maquillados, lucían cabello largo a veces en trenzas bajo un pequeño sombrero de terciopelo rojo o negro decorado con monedas, joyas y oro. Su atuendo habitual constaba de una pequeña chaquetilla de terciopelo rojo bordado con oro, camisa de seda bordada, shalvar (pantalones bombachos), una falda larga y un cinturón dorado, anudado por detrás. Se decía que eran "sensuales, atractivos, afeminados", y su danza "sexualmente provocativa". Los bailarines picaban y giraban sus caderas en figuras verticales y horizontales lentas en ocho, chasqueando rítmicamente los dedos y haciendo gestos sugerentes. A menudo acrobacias, tumulto y lucha simulada eran parte del acto. El köçek estaba disponible sexualmente, a menudo al postor más alto, en el papel pasivo.

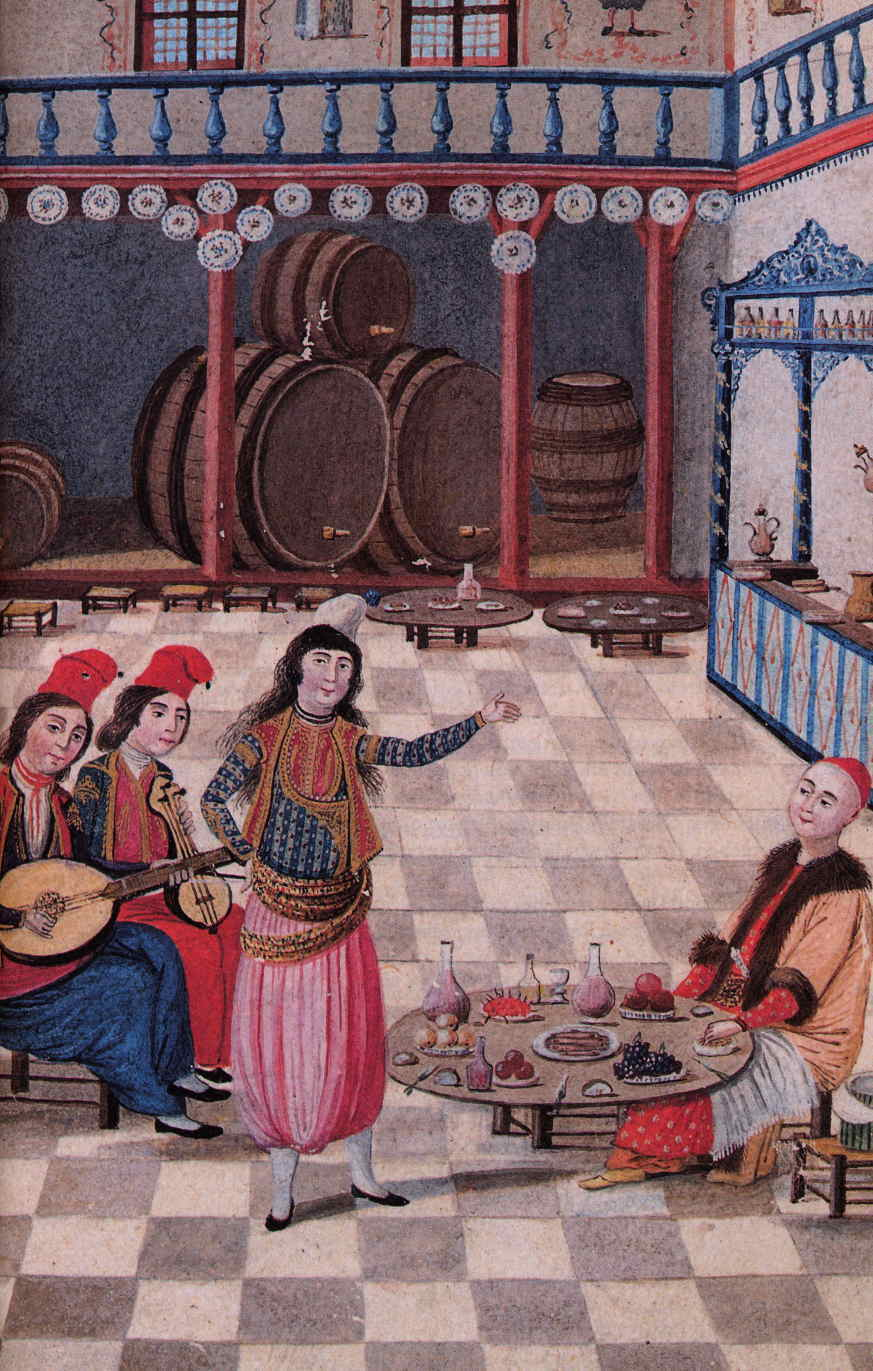
Actuación de un Köçek, ilustración de Hubanname por Enderûnlu Fâzıl,.

Poetas famosos, como Fazyl bin Tahir Enderuni, escribieron poemas, y compositores clásicos, como el músico de la corte Hammamizade İsmail Dede Efendi (1778–1846), compusieron köçekces para celebrados köçeks. Muchas meyhanes (las tabernas nocturnas de Estambul que servían meze, raki o vino) contrataban köçeks. Antes de empezar su actuación, el köçek bailaba entre los espectadores, para entusiasmarlos. Entre la audiencia, la competición por su atención a menudo causaba conmociones y altercados. Los hombres se enfurecían, rompiendo sus vasos, gritando entre ellos a voces, o luchando y a veces matándose por los favores íntimos de esos muchachos. Esto resultó en la supresión de la práctica bajo el sultan Abdülmecit I.
A partir de 1805, había aproximadamente 600 bailarines Köçek trabajando en las tabernas de la capital turca. Fueron prohibidos en 1837 debido a las luchas entre miembros de la audiencia por los bailarines. Con la supresión de la cultura del harén bajo el sultan 'Abdu'l-'Aziz (1861–1876) y el sultan Abdul Hamid II (1876–1908), el baile y la música köçek perdieron el soporte de sus patrones imperiales y gradualmente desaparecieron.
Los Köçeks eran mucho más buscados que las Çengi ("bailarinas del vientre"), sus contrapartes femeninas. Se sabe que algunos jóvenes fueron asesinados por las Çengi, que estaban extremadamente celosas de la atención de los hombres hacia los chicos.

## A posteriori
Una interpretación moderna se ve en la película Köçek (1975) del director Nejat Saydam. La película sigue la vida de Caniko, un gitano andrógino, que lucha con su identidad de género.